# Robert-Koch-Medaille
Die Robert-Koch-Medaille in Gold (kurz: Robert-Koch-Medaille) ist die von der Robert-Koch-Stiftung seit 1974 meist jährlich vergebene Auszeichnung für das herausragende Lebenswerk von Medizinforschern im Bereich Infektiologie, Immunologie und Mikrobiologie.

„Das ist die höchste Auszeichnung für Forschungen auf dem Gebiet der Infektionskrankheiten.“

Sie ist nicht mit dem Robert-Koch-Preis der Stiftung zu verwechseln.

## Preisträger
Die Liste der Ausgezeichneten folgt der Liste der Robert-Koch-Stiftung.
- 1974 Paul Kallós (Schweden)
- 1977 Pierre Grabar (Frankreich)
- 1978 Theodor von Brand (Deutschland), Saul Krugman (USA)
- 1979 Sir Christopher Andrewes (Großbritannien)
- 1980 Emmy Klieneberger-Nobel (Großbritannien)
- 1981 Maclyn McCarty (USA)
- 1982 Edgar Lederer (Frankreich), Walter Pagel (Großbritannien), Karel Styblo (Niederlande)
- 1985 Richard M. Krause (USA)
- 1986 Ernst Ruska (Deutschland)
- 1987 Hans J. Müller-Eberhard (USA)
- 1988 Willy Burgdorfer (USA)
- 1989 Maurice R. Hilleman (USA)
- 1990 Ernst L. Wynder (USA)
- 1991 Werner Schäfer (Deutschland)
- 1992 Piet Borst (Niederlande), Howard C. Goodman (USA)
- 1993 Karl Lennert (Deutschland), Otto Westphal (Schweiz)
- 1994 Paul Klein (Deutschland)
- 1995 Charles Weissmann (Schweiz)
- 1996 Sir Gustav Nossal (Australien)
- 1997 Satoshi Ōmura (Japan)
- 1998 George Klein (Schweden)
- 1999 Barry R. Bloom (USA)
- 2000 Marco Baggiolini (Schweiz)
- 2001 Avrion Mitchison (Großbritannien)
- 2002 Agnes Ullmann (Frankreich)
- 2003 Tadamitsu Kishimoto (Japan)
- 2004 Heinz Schaller (Deutschland)
- 2005 Emil R. Unanue (USA)
- 2006 Hans-Dieter Klenk (Deutschland)[A 2]
- 2007 Brigitte A. Askonas (Vereinigtes Königreich)
- 2008 Philip Leder (USA)
- 2009 Volker ter Meulen (Deutschland)
- 2010 Fotis Kafatos (Vereinigtes Königreich)[A 3]
- 2011 Ernst-Ludwig Winnacker (Frankreich)
- 2012 Eckard Wimmer (USA)
- 2013 Anthony Fauci (USA)
- 2014 Hermann Bujard (Deutschland)
- 2015 Peter Piot (London)
- 2016 Kai Simons (Deutschland)
- 2017 Christopher T. Walsh (USA)
- 2018 Staffan Normark (Schweden)
- 2019 Martin J. Blaser (USA)
- 2020 Thomas F. Meyer (Berlin)
- 2021 Kyriacos Costa Nicolaou (USA)
- 2022 Jörg Hacker (Deutschland)
- 2023 Patrice Courvalin (Frankreich)
- 2024 Stuart Schreiber (USA)

Anmerkungen
1. ↑  Robert-Koch-Medaille in Gold (Memento des Originals vom 20. August 2018 im Internet Archive)  Info: Der Archivlink wurde automatisch eingesetzt und noch nicht geprüft. Bitte prüfe Original- und Archivlink gemäß Anleitung und entferne dann diesen Hinweis. auf der Seite der Robert-Koch-Stiftung, eingesehen am 29. Juni 2014. Auf eine ältere Liste der Träger der Robert Koch Medaille in Gold seit 1960 (Memento vom 7. Oktober 2007 im Internet Archive) nahm Giuseppe Vita in seiner Begrüßung anlässlich der Robert-Koch-Preisverleihung 2007 in Berlin Bezug, als er von 45 Wissenschaftlern sprach, denen seit 1960 die Robert-Koch-Medaille verliehen wurde.
2. ↑  Hans-Dieter Klenk für sein wissenschaftliches Lebenswerk zur Biologie und Entstehung von Infektionskrankheiten durch Influenza- sowie Ebola- und Marburgviren.
3. ↑  Fotis Kafatos für seine Arbeiten am Malariaparasiten Plasmodium und seine Übertragung durch die Anophelesmücke.